# Cubatyphlops arator
Cubatyphlops arator är en ormart som beskrevs av Thomas och Hedges 2007. Cubatyphlops arator ingår i släktet Cubatyphlops och familjen maskormar. Inga underarter finns listade i Catalogue of Life.
Denna orm förekommer i centrala Kuba. Den lever i låglandet. Individerna vistas i tropiska skogar, i torra buskskogar samt i områden med suckulenter. Honor lägger ägg.
Kanske påverkas beståndet negativt av orkaner. IUCN listar arten med kunskapsbrist (DD).